# Hans von Kanitz

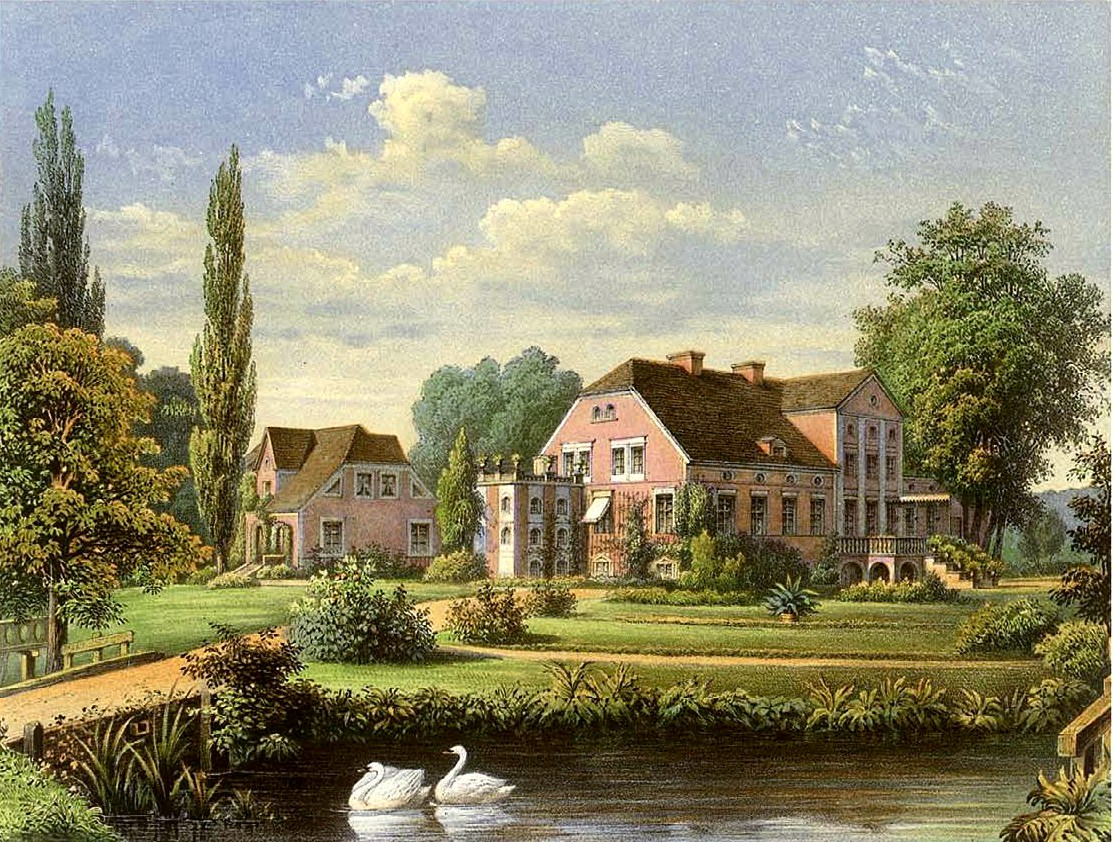
Manoir de Podangen vers 1860, collection Alexander Duncker

Hans Wilhelm Alexander comte von Kanitz-Podangen (né le 17 avril 1841 à Mednicken (de), arrondissement de Fischhausen, province de Prusse et mort le 30 juin 1913 à Podangen, arrondissement de Preußisch Holland (de)) est un homme politique prussien du parti conservateur allemand.

## Biographie

### Origine
Le comte Kanitz (de) est le fils aîné et le deuxième d'un total de douze enfants du directeur général régional de Prusse-Orientale, député de la Chambre des représentants de Prusse et plus tard de la Chambre des seigneurs de Prusse (1868-1877), Emil Carl Ferdinand comte von Kanitz (1807-1877) et de Charlotte von Sydow (de) (1820-1868) de Stolzenfelde, Neumark.

### Carrière
Après avoir d'abord reçu des cours à domicile, il étudie à l'école de l'abbaye de Roßleben, de 1856 à 1859, où il obtient son diplôme d'entrée à l'université. Après des études de droit aux universités de Berlin et de Heidelberg, il est auscultateur à la Cour de justice de Berlin en 1862 puis de 1864 à 1867 avocat stagiaire du gouvernement à Francfort-sur-l'Oder. En 1867, il est nommé administrateur de district provisoire de l'arrondissement d'Hirschberg dans la province de Silésie et de 1870 à 1877, il est administrateur de l'arrondissement de Sprottau en Silésie.
Parallèlement, le comte Kanitz poursuit une carrière militaire et est promu sous-lieutenant en 1864 et premier lieutenant en 1873. Dans les guerres contre l'Autriche en 1866 et la France en 1870/71, il participe comme officier du 3e régiment de cavalerie lourde de la Landwehr et en 1870 il reçoit la Croix de fer de 2e classe. Quand il quitte le service militaire, il est nommé Rittmeister.
En 1877, après la mort de son père, il reprend le manoir de Podangen, situé dans l'arrondissement de Preußisch Holland (de) en Prusse-Orientale, qu'il gère avec le domaine loué de Mednicken près de Königsberg, que la famille possède sans interruption depuis 1491.
De plus, il commence sa carrière politique dès 1869 en tant que membre du Reichstag de la Confédération de l'Allemagne du Nord, auquel il appartient jusqu'en 1870. En 1885, en tant que membre du Parti conservateur allemand, il devient pour la première fois membre de la Chambre des représentants de Prusse, à laquelle il appartint jusqu'à sa mort en 1913. En 1890, il devient également député du Reichstag, dans lequel il représente d'abord la 2e circonscription de Gumbinnen et enfin, après les élections du Reichstag en 1912, la 7e circonscription de Königsberg jusqu'à sa mort.
Le comte Kanitz est un représentant important de la politique des intérêts agricoles à l'époque wilhelmienne. En tant que membre du groupe conservateur allemand, il préconise la création d'un système de protection tarifaire et les intérêts de l'agriculture. Dans le cadre de son travail parlementaire, il s'est notamment illustré à travers la candidature de Kanitz .
Il s'agit d'un projet de loi pour la nationalisation des importations de céréales et la constitution de réserves de céréales en cas de guerre, qui est présenté sans succès au Reichstag à trois reprises dans les années 1894-1896 avec le soutien de la Fédération des agriculteurs fondée en 1893, qui suscite un vif débat public. La raison de ce projet, critiqué à la fois comme réactionnaire et utopique voire « socialiste », est la chute des prix à la production des produits agricoles, notamment les céréales panifiables, et la crise agricole qui en résulte, essentiellement imputée au commerce accords conclus par le chancelier Caprivi avec l'Empire russe visant à réduire les tarifs d'importation sur les produits agricoles.
Le slogan de la Fédération des agriculteurs est transmis depuis cette époque : Sans Kanitz, il n'y a pas de bateaux. Cela établit un lien politique entre la construction de la flotte de combat poursuivie par l'empereur Guillaume II et les intérêts de protection de l'industrie agricole. En tout cas, le comte Kanitz critique la politique navale de l'Empire. Il est d'avis que l'Allemagne ne peut pas porter en même temps l'armure terrestre la plus solide et l'armure navale la plus solide. Il juge aussi imprudent d'augmenter le nombre d'adversaires de l'Allemagne déjà existants à cette époque en y ajoutant l'Angleterre, dont les intérêts seraient sensiblement perturbés par la concurrence maritime allemande.
Le comte Kanitz est également l'un des opposants au projet de prestige pour la construction du canal Mittelland, poursuivi par Guillaume II, qui rencontre une large opposition au sein du parlement et de l'administration en 1899. En 1904, il résume ses préoccupations économiques et sociopolitiques concernant la proposition de canal qui est présentée à la Chambre des représentants de Prusse et y est rejetée à plusieurs reprises dans une lettre ouverte au gouvernement prussien. Il est également membre d'une commission d'enquête sur les bourses de vingt-trois personnes nommée pour enquêter sur les abus de la bourse à l'époque, dont les propositions (par exemple sur la restriction du commerce à terme) ont une influence significative sur la loi sur la bourse adoptée en 1896. Le comte Kanitz est membre de la commission des tarifs douaniers du Reichstag. Ses connaissances approfondies dans le domaine des tarifs lui valent également d'être nommé au Conseil des chemins de fer de l'État prussien, un organe consultatif créé en 1882 pour traiter des questions importantes en matière de transport.
En 1910, il est nommé Conseiller Privé Réel (Excellence) pour ses services. En 1913, il prend la présidence du groupe parlementaire du Reichstag du parti conservateur allemand. Il est membre du Corps Saxo-Borussia Heidelberg depuis 1861.
Il convient de noter que son frère cadet Georg Carl Elias comte von Kanitz (1842-1922) est également député du Reichstag de 1893 jusqu'à sa démission le 14 mars 1894 pour la 7e circonscription de Marienwerder (Schlochau-Flatow (de)). Alexander Carl Richard comte von Kanitz (1848-1940), un autre frère, est membre de la Chambre des seigneurs de Prusse de 1911 à 1918. Kanitz est lié par mariage à Elard von Oldenburg-Januschau, un célèbre homme politique conservateur de l'Empire allemand et de la République de Weimar.

### Famille
Le comte Kanitz est marié à Marie baronne von Krassow (de) (1854-1877), fille du comte Carl Reinhold von Krassow (1812-1892) à Pansevitz (de), Rügen et de Clementine von Below (de). Ce mariage a deux enfants :
- Sigrid Charlotte Clementine Marie (1876-1967) mariée avec Adolph Ernst Knoch (de) (1874-1965), auteur d'écrits théologiques et éditeur de la Bible
- Georg Karl Emil comte von Kanitz-Podangen (1877-1916), Rittmeister, conseiller de légation, attaché militaire extraordinaire en Perse (1915/1916)

Son mariage avec la comtesse Marie von Bismarck-Bohlen (1855-1929), fille du comte Friedrich Alexander von Bismarck-Bohlen (1818-1894) à Karlsburg, en Poméranie occidentale, et de Pauline von Below (1825-1889), donne sept enfants :
- Friedrich Hans Theodor Berndt comte von Kanitz-Mednicken (1880-1945), propriétaire foncier, administrateur de l'arrondissement de Mohrungen (de), marié avec Élisabeth comtesse Finck von Finckenstein (1884-1968)
- Elisabeth Pauline (1882-1958) mariée avec Wilhelm von Dommes (1867-1959), major général (avec le grade honorifique de lieutenant général), représentant autorisé de la famille royale prussienne
- Werner Hans Otto comte von Kanitz (1883-1965)
- Gerhard Theodor Alexander Graf von Kanitz-Podangen (1885-1949), propriétaire terrien, ministre de l'Alimentation et de l'Agriculture du Reich marié avec Valeska baronne von Tiele-Winckler (de) (1893-1948)
- Paula Margarete Elisabeth (1888-1969) mariée avec Karl Bonaventura Finck von Finckenstein (de) (1872-1951), propriétaire terrien, capitaine, administrateur de l'arrondissement de Stolp
- Eleonore Marie (1891-1947) mariée avec Maximilian von Wiser (de) (1861-1938), célèbre ophtalmologiste allemand
- Hans von Kanitz (de) (1893-1968), général de division, fondateur du « Sternbriefkreis » officiers chrétiens mariée avec la princesse Karoline de Lippe-Biesterfeld (1905-2001), fille du prince Léopold IV de Lippe

## Publications
- Aphorismen über Getreidezölle, 1879
- Das Wirtschaftsprogramm des Reichskanzlers, 1879
- Die Denkschrift Delbrücks über Getreidezölle, 1879
- Die preußischen Ostprovinzen und die Zollreform, 1880
- Die Kohlen-Verkaufsvereine und ihre wirthschaftliche Berechtigung, 1891.